# Tourisme dans l'Ardèche
 (juin 2018).
 (février 2024).
Le tourisme est un secteur économique majeur de l'Ardèche. Située dans le Sud-Est de la France, elle est l’un des huit départements de la région Rhône-Alpes, le Rhône lui servant de frontière naturelle sur 135 km. Entre Auvergne et Provence, l’Ardèche bénéficie d’influences continentales et méridionales, visibles dans son climat et sa végétation.

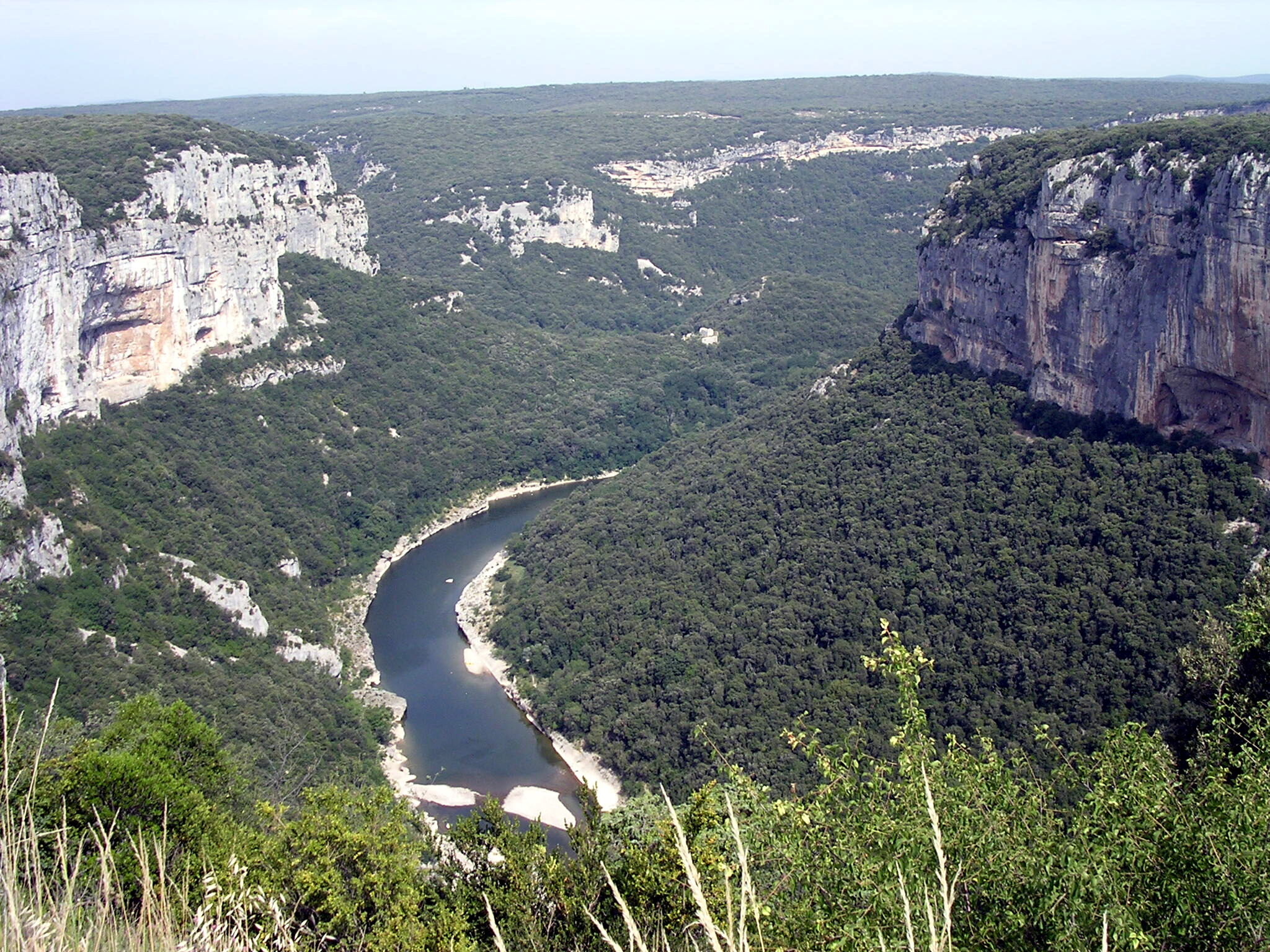
La rivière Ardèche

## Patrimoine de l'Ardèche

### Les sites naturels
- Les gorges de l'Ardèche :

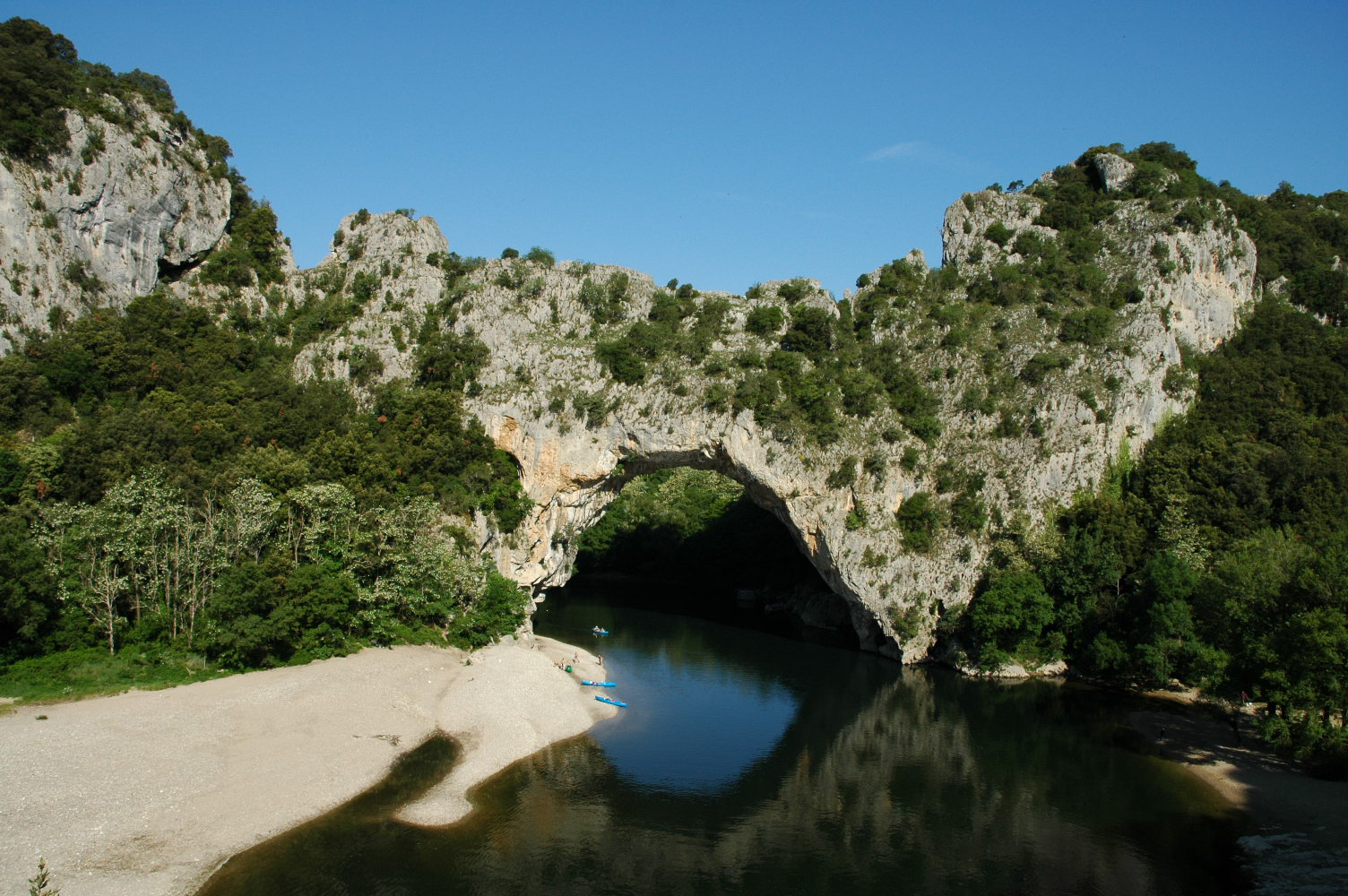
Le Pont d'Arc, porte d'entrée des Gorges.

Il s'agit de l'atout touristique majeur de l'Ardèche. Tout commence il y a plusieurs millions d’années : la rivière de l’Ardèche a creusé dans le calcaire, ouvrant un immense défilé et créant au fil du temps les gorges de l'Ardèche, classées réserve naturelle depuis 1980. Le Pont d'Arc, formant l'entrée des gorges, est une curiosité géologique qui sert de point de départ des randonnées en canoë-kayak. Il est en effet possible de descendre les gorges pour une mini-descente de 7 km, une descente complète à la journée ou en deux jours (avec bivouac sur le site. Attention : le bivouac sauvage est interdit).
De nombreuses randonnées à pied sont également possibles.
- Le bois de Païolive :

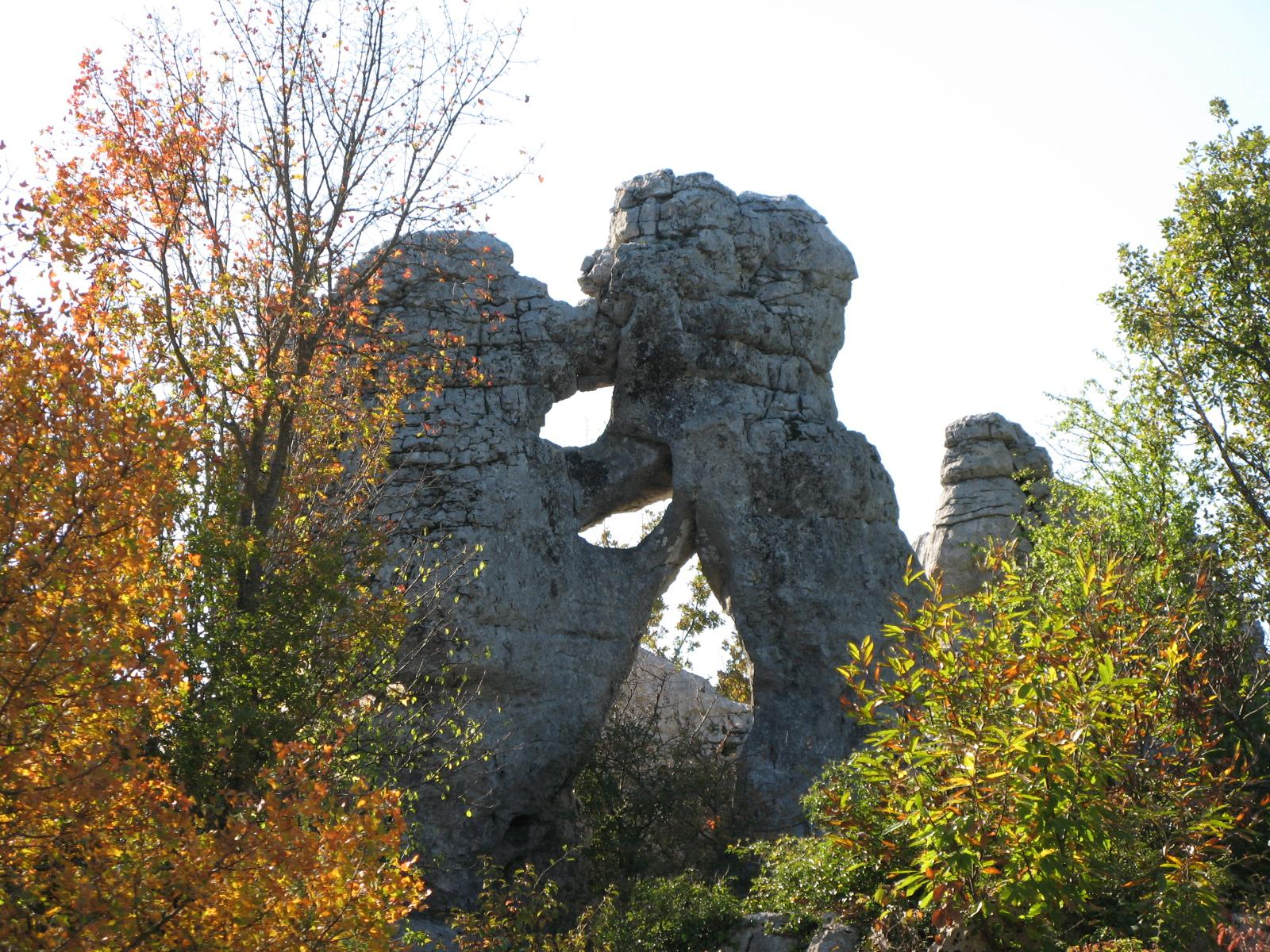
L'Ours et le Lion, dans le bois de Païolive.

Le bois de Païolive, souvent appelé le « bois des fées », est une curiosité naturelle du Sud Ardèche. Il s'agit d'un labyrinthe  de 16 km², regroupant des chênes, verts ou blancs, des arbousiers, mais surtout des roches pétrifiées taillées par le vent, la pluie, et le soleil, formant des sculptures naturelles. Plusieurs sentiers balisés parcourent ce Bois, comme celui de la Vierge, de la Corniche ou encore la Boucle du Randonneur, et l'on peut y croiser certaines sculptures minérales naturelles des plus surprenantes : l’oiseau et son nid, l’ours et le lion, l’éléphant, ou encore la tortue.
- Les sites volcaniques :

Il y a douze millions d’années, l’Ardèche connaissait une activité géothermique extrêmement élevée. L'activité volcanique intense a ainsi façonné des paysages caractéristiques que l’on peut découvrir aujourd’hui. Le mont Gerbier-de-Jonc en est une illustration : culminant à 1 551 m, il est caractéristique de cette nature éruptive, de la lave visqueuse transformée en dômes que les ardéchois appellent « sucs ». Un peu plus loin, on peut trouver une série de ces dômes volcaniques offrant dans le cirque des Boutières un paysage des plus étonnants, le plus élevé étant le mont Mézenc qui se dresse à 1 754 m. Cette nature volcanique s’exprime aussi sous forme de cascade, le Ray Pic. Elle jaillit au milieu des orgues basaltiques, bondissant sur une trentaine de mètres, c’est l’une des plus longues coulées de lave de France. Elle existe également sous la forme d’un lac : le lac d’Issarlès lové dans un ancien cratère. Un peu plus loin, dans la région de Montpezat, les volcans d’Ardèche, âgés de 7 ou 8 millions d’années, font jouer les grandes orgues, ces tuyaux de roche volcanique issus de coulées de lave refroidie.

### Les villages de caractère
Perchés sur la montagne, blottis au creux d’une falaise, ou lovés au cœur d’une vallée, l'Ardèche possède 16 villages labellisés « Villages de Caractère », dont deux également labellisés Plus Beaux Villages de France. Ce label vient en effet récompenser le patrimoine architectural et paysager remarquable de ces sites :
- Désaignes :

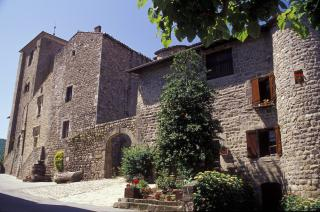
Le château de Désaignes.

Riche d’une histoire de plus de 2000 ans, Désaignes a connu son apogée au Moyen Age grâce à ses artisans. Témoins de ce riche passé, le village conserve une forteresse du XIIe, des remparts, des maisons anciennes, ainsi qu’une église romane.
- Jaujac :

Petit bourg ardéchois pittoresque, situé au bord du Lignon, à une altitude de 420 mètres, Jaujac a su conserver et valoriser un profond caractère médiéval. Cette atmosphère est accentuée par les ruelles pavées, le château de Castrevieille, le château du Bruget. Mais ce village est aussi un site majeur du volcanisme ardéchois à travers ses coulées basaltiques
- Thueyts :

Le cœur historique du village abrite de belles demeures avec fenêtres à meneaux et le château de Blou dans lequel sont installées des artisans comme un peintre - verrier. Une randonnée pédestre s’impose jusqu’au Pont du Diable.
- Balazuc, (classé Plus Beaux Villages de France):

Balazuc se compose de petites ruelles pavées, étroites et ombragées, appelées "calades", qui permettaient aux chevaux transportant des marchandises en roulette de ne pas glisser par temps de pluie ou à cause de l'humidité. Le pont de Balazuc, construit à la fin du XIXe siècle, a une histoire singulière : les deux rives du village ont été forcées de construire un pont pour permettre aux habitants de la rive droite de rejoindre le coeur du village où se situait l'école devenue obligatoire avec les lois Ferry de 1882. Le village conserve également la Tour de la Reine Jeanne, datant de la guerre de Cent Ans et servant de tour de guet; celle-ci a été construite en l'honneur de la femme du "Bon Roi René d'Anjou", roi-comte de Provence très apprécié à l'époque. Balazuc renferme également une église romane datant du XIIe siècle : il est possible de monter jusqu'au mur-clocher pour admirer un point de vue. De l'autre côté du pont de Balazuc, il est possible de rejoindre à pied ou par barque le hameau du Vieil-Audon, entièrement restauré à la fin du XXe siècle et dans lequel se trouve une chèvrerie et un petit restaurant.
- Ailhon,
- Alba-la-Romaine,
- Antraigues-sur-Volane,
- Banne,
- Beauchastel,
- Chalencon,
- Labeaume,

Labeaume est un véritable dédale de « calades », petites ruelles étroites. En flânant dans les calades, il n'est pas rare de tomber sur des mûriers car ils sont le principal aliment du « bombyx du mûrier », plus connu sous le ver à soie permettant de faire de la soie, d'où la présence marquée de la sériciculture à Labeaume, la culture du ver à soie. En bas du village, le « pont submersible » permet de rejoindre la rive opposée au village : ce pont présente une curiosité, il n'a pas de parapet. En effet, les villageois ont décidé au XIXe siècle de ne pas construire de muret sur le pont car les crues fréquentes sont susceptibles de le détruire. Aussi, il est fréquent dans l'année de voir le « pont submersible » être submergé par les crues. En face du village, en traversant le pont, il est possible de rejoindre un belvédère permettant d'avoir une vue sur le village et la rivière Labeaume. À gauche du village, en suivant la rivière, il est possible de constater un « théâtre de verdure » dans lequel se déroule le festival « Labeaume en musiques ». Plus loin, se découvrent les « jardins suspendus du Récatadou », ces derniers permettaient aux villageois de cultiver en suivant les sortes d'escaliers que forment les gorges. Cette technique des jardins suspendus a été particulièrement utile pour le village qui manquait d'espace à cause de sa localisation au cœur des gorges. 
- Meyras,
- Naves,
- Rochemaure (son château et sa passerelle himalayenne sur le Rhône),
- Saint-Montan,
- Vinezac,
- Vogüé, (également Plus Beaux Villages de France)

Vogué est le village des tailleurs de pierres ardéchois. Au cœur des calades du village, se trouve la « rue des balcons » qui est l'ancienne rue où résidaient les tailleurs de pierres depuis le Moyen-Age. Dans cette rue, se reflète le savoir-faire des tailleurs de pierres avec les nombreux escaliers et balcons construits grâce à la fameuse pierre bleue de Vogue. Les visiteurs peuvent d'ailleurs emprunter un chemin permettant de rejoindre les hauteurs du village avec une vue sur le château du XVIIe siècle de Vogué mais aussi de constater les anciennes carrières de pierre du XIXe siècle, appelées « carrières Giraud ». En déambulant dans le village, le visiteur peut également emprunter la fameuse « rue des puces », l'une des plus petites rues de France que les villageois autrefois appelaient la « rue de l'ivrogne » car les personnes alcoolisées ne pouvaient pas tomber ni à gauche, ni à droite en prenant cette rue.

### Le monde souterrain
Il y 100 millions d’années, l’Ardèche était constituée de hauts fonds marins entourant l’île qu’était le massif central. Au Quaternaire, il y a moins de 2 millions d’années, les eaux se sont infiltrées et ont formé des cavités souterraines. Aujourd’hui la région des gorges de l’Ardèche est un des sites naturels d’Europe les plus riches en nombre et en diversité de grottes et avens. Quelle différence entre grotte et aven ? L’entrée est verticale dans un aven et horizontale dans une grotte.
7 sites touristiques aménagés permettent d’approcher l’étrangeté du monde souterrain, chacun avec des particularités, des formations spécifiques, des couleurs et des mises en valeur différentes :

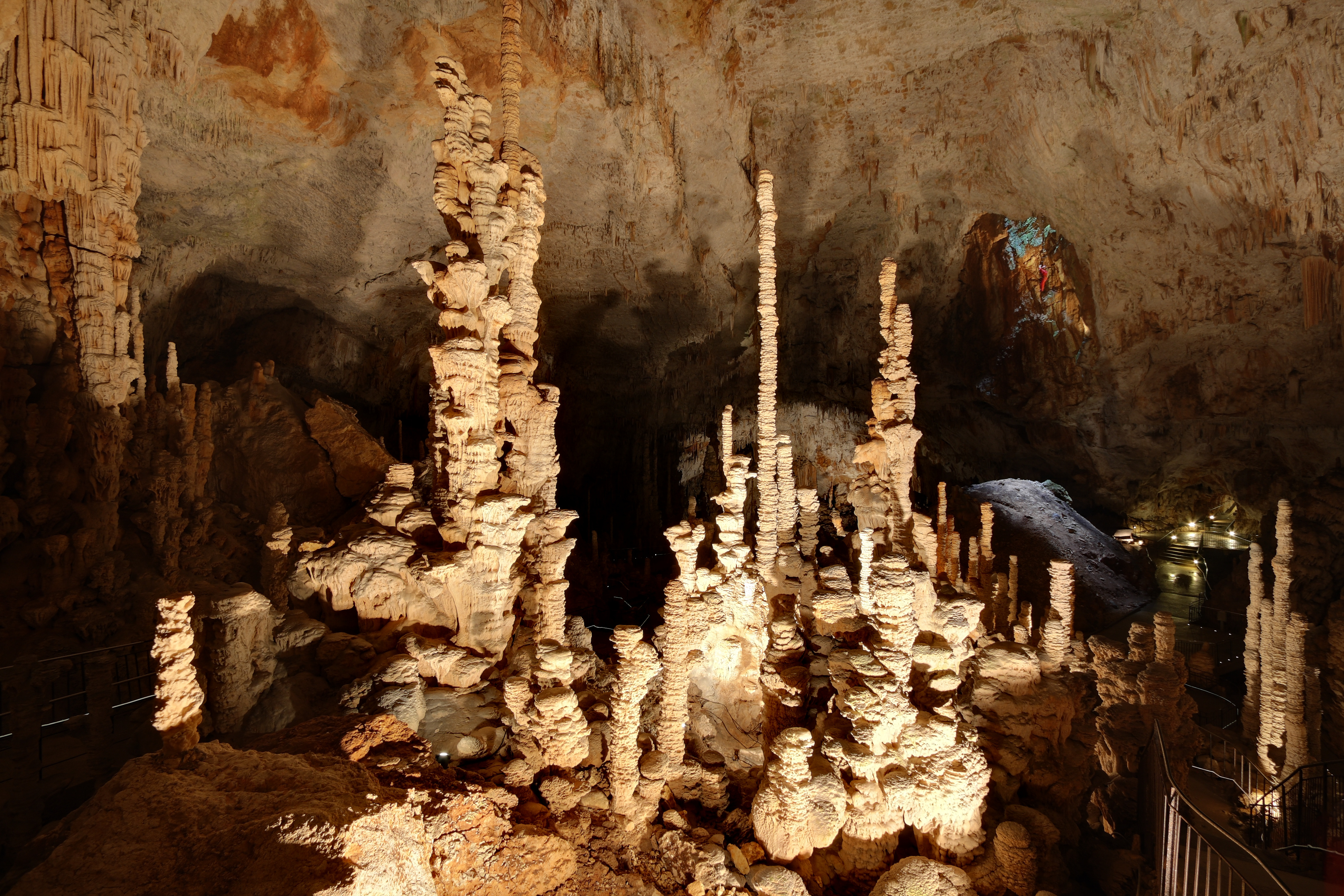
Salle supérieure de l'aven d'Orgnac en Ardèche

- Aven d'Orgnac
- Aven Marzal
- Aven de la Forestière
- Grotte de la Madeleine
- St Marcel d’Ardèche
- Grotte des Huguenots
- Grotte des Tunnels

### Quelques sites touristiques importants
- Le safari de Peaugres Depuis près d’un quart de siècle, 900 animaux appartenant à 120 espèces différentes ont élu domicile sur les 80 hectares que compte le safari de Peaugres. Installé dans son véhicule, vitres fermées oblige, le visiteur peut ainsi rendre visite aux lions, ours, bisons, hippos… puis aller se promener à pied à la rencontre des autres pensionnaires du parc tels que les girafes, otaries, serpents, singes, antilopes sans oublier les fauves.

- Le Chemin de fer du Vivarais : ce chemin de fer est une histoire de passionnés, qui ont remis sur rails un petit train vapeur et rouvrent ainsi la ligne « Lamastre - Tournon » dans un département où les trains ne circulent plus depuis 1968. Aujourd’hui, cette ligne permet au visiteur de voyager à travers des sites préservés de la Vallée du Doux et d'apprécier des panoramas inaccessibles par la route. Chaque année, des animations permanentes autour de thèmes précis sont proposées à bord du train (programme à consulter sur leur site).

- Les Voies ferrées du Velay : de Dunières à Saint-Agrève, entre Haute-Loire et Ardèche, à bord d’un pittoresque train d’autrefois... Le train touristique des « Voies Ferrées du Velay » chemine à travers prairies et forêts du plateau du Lignon, ouvrant des paysages tantôt sur les Monts du Forez, tantôt le Mézenc et le Gerbier de Jonc.

- Le Train touristique de l'Ardèche méridionale : implantée à Vogüé, l'association Viaduc 07 permet de faire revivre un tronçon de ligne entre Vogüé et Saint Jean le Centenier (ancienne ligne du Teil à Alès par Vogüé). Le trajet s'effectue à bord d'un autorail « Picasso ». Arrivée à Saint Jean le Centenier : découverte de toute l'histoire ferroviaire du département ainsi que d’une maquette évoquant ce lieu dans les années 50.

- Annonay, berceau de la montgolfière : Le 7 juin 1783, c'est dans ce village que les frères Montgolfier réussissent à faire décoller le premier ballon de l’histoire : une montgolfière. Chaque premier week-end de juin, une fête leur est dédiée avec une reconstitution en habits d’époque et une montgolfière.

- Les châteaux des Cévennes et de l'Ardèche méridionale : Alba la Romaine, Boulogne, Chambonnas, Chassiers, Craux, Labastide de Virac, Saint-Michel de Boulogne, Ventadour, Vogüé...
- La grotte Chauvet II - Ardèche : réplique de la grotte ornée du Pont d'Arc pour un voyage au coeur de la Préhistoire.

### Patrimoine gastronomique

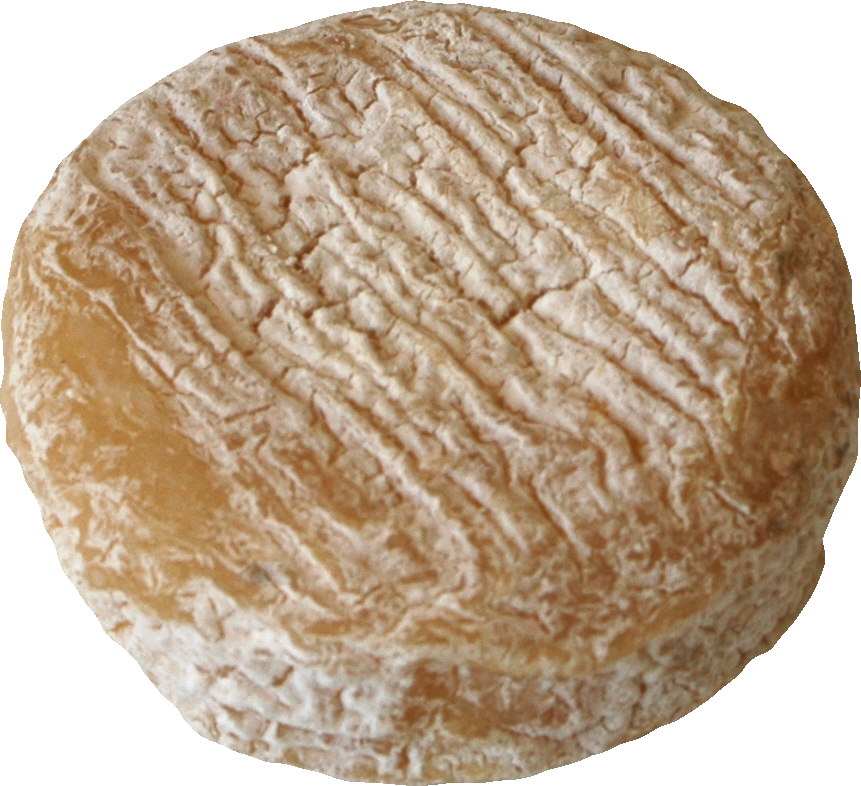
Fromage de chèvre Picodon.

L'Ardèche possède d'un terroir riche en saveurs :
- Le fromage de chèvre Picodon :

La saveur caractéristique du Picodon provient exclusivement du lait de chèvre entier. Autrefois, ces chèvres produisaient peu de lait en hiver. Alors les fermiers ont eu l'idée de le conserver sous la forme d'un fromage: Le Picodon. Pour lui apporter son goût unique, les chèvres se nourrissent essentiellement de fourrage ou de céréales produits sur place. Dès que le temps le permet, elles sortent pour pâturer pleinement au soleil. Symbole de toute une culture le Picodon est aujourd'hui le produit de la Drôme et de l'Ardèche par excellence.
- Le bœuf Fin Gras du Mézenc :

Terroir d’exception, savoir-faire des hommes et traditions du massif du Mézenc ont permis aux éleveurs de solliciter une reconnaissance rare pour une production bovine : l’Appellation d’Origine Contrôlée, seules deux l’avaient obtenue jusqu’alors : le taureau de Camargue et le Maine-Anjou. Après une longue course débutée en 1995, la reconnaissance officielle est arrivée en 2006 avec l’obtention de l’AOC Fin gras du Mézenc. Véritable « haute-couture » de l’élevage bovin, Le Fin Gras assure une traçabilité totale du produit grâce à un suivi ADN. Chaque nouvelle bête se voit poser une boucle numérotée et prélever un échantillon d’ADN conservé dans une banque qui permet de réaliser des contrôles à chaque étape de son voyage.
- La châtaigne et la fameuse crème de marrons :

La Castanéiculture (la culture de la châtaigne) a toujours représenté un patrimoine et une identité forte pour l’Ardèche, mais aujourd’hui, c’est surtout une réalité économique pour son agriculture et ses zones de pente. La Châtaigne d'Ardèche est en effet reconnue comme AOC depuis le 30 juin 2006, et ce pour cinq formes de conservation traditionnelle : les châtaignes sèches, les brises de châtaignes sèches, la farine de châtaignes, les châtaignes entières épluchées, la purée de châtaignes.
- Pommes de terre ardéchoise :

C’est en 1540 qu’elle apparaît à Saint-Alban d’Ay, dans la région d’Annonay, ramenée puis plantée par un moine franciscain, du nom de Pierre SORNAS, venu se retirer dans la maison familiale après une grande partie de sa vie passée en Espagne. On l’appelait alors en patois "la(s) trifolà(s)". Le nom générique pour désigner la pomme de terre a été francisé au XVIIIe siècle en truffole qui désigne toujours aujourd'hui la plante (les triffoles) et une production de Truffole en marque déposée.
Dès l’année 1600, Olivier de Serres, le père de l’agriculture moderne décrit déjà dans son ouvrage référence « Théâtre de l’Agriculture et Mesnage des champs » la pomme de terre du Vivarais qu'il désigne sous le nom de cartoufle mais "que d'aucuns appellent truffes".

### Vins
L'Ardèche est aussi un terroir vinicole :
- Les AOC Côtes du Rhône Septentrionales et ses 4 grands crus: Ce vignoble s’enracine sur la rive droite du Rhône depuis des millénaires. Cette vigne, juchée sur des coteaux parfois abrupts, offre un spectacle saisissant. De l’extrême nord du département jusqu’à hauteur de Saint-Péray s’étalent ces prestigieuses appellations, nées de l’intime alliance du fleuve et de la vigne... Les quatre grands crus sont : le Condrieu (blanc), le Cornas (rouge), le Saint-Joseph (rouge et blanc) et le Saint-Péray (vin blanc mousseux ou tranquille)[5]

- L’AOC Côtes du Rhône Méridionales

Les vignobles s’étendent sur 4 communes du canton de Bourg-Saint-Andéol à l’extrême sud de l’Ardèche. Les sols arides et caillouteux offrent des vins reconnus par leur finesse et leur fruité. Les blancs possèdent des nuances florales qui accompagnent parfaitement les fromages de chèvre et les bleus, les rosés fruités se marient très bien avec les crudités ou les grillades. Quant aux rouges, ce sont des vins généreux qui se font volontiers complices des gibiers ou d’un navarin d’agneau. Leur qualité en constante progression en font des vins à suivre et à explorer.
- L’AOC Côtes du Vivarais

Élaborés à partir de cépages « nobles », les Côtes du Vivarais sont cultivés sur le territoire de 14 communes en sud Ardèche. L’aire de production s’étend principalement du plateau calcaire des Gras de part et d’autre des somptueuses gorges de l’Ardèche. La particularité de ce terroir rustique confère aux vins toute leur originalité et typicité. Ici la vigne côtoie les chênes truffiers, les cades et les micocouliers.
- Vins de Pays des Coteaux de l’Ardèche

Issus de la géologie colorée du département, ils offrent aux connaisseurs une gamme étendue de vins authentiques et typés qui revendiquent leur terroir. Le viognier, cépage blanc cultivé dans la région de Valvignères donne une excellente « vendange d’octobre ».

## Activité touristique en chiffres
L'Ardèche possède (en 2007) un parc d’hébergements d’environ 270 000 lits touristiques dont:
- 107 000 lits marchands (hôtels, campings, hébergements collectifs, gîtes, chambres d’hôtes)
- 162 000 lits non marchands (résidences secondaires)

La fréquentation globale est estimée à :
- 16,6 millions de nuitées touristiques en 2007
- une fréquentation qui poursuit sa croissance (+1,0 % par rapport à 2006)

### L'hébergement touristique
| Secteur                   | Équipements | Lits    | en %    |
| ------------------------- | ----------- | ------- | ------- |
| Hébergements non marchand | 32 351      | 161 755 | 61 %    |
| Hébergements marchands    | 4 331       | 105 237 | 39 %    |
| Total                     | 36 682      | 266 992 | 100,0 % |

### La fréquentation touristique
La saison touristique de l’Ardèche s’étend naturellement de Pâques à Toussaint. Ainsi, pas moins de 88 % de la fréquentation annuelle se déroule sur 7 mois de l’année, d’avril à octobre.
- Le début de saison (avril à juin) : 23 % de la fréquentation annuelle

Le printemps est marqué par plusieurs temps forts que constituent les vacances de printemps d’une part et plusieurs jours fériés qui, selon les années, occasionnent des « ponts » propices aux courts séjours.
- La haute saison (juillet et août) : 53 % de la fréquentation annuelle

La fréquentation estivale se concentre sur les deux dernières semaines de juillet et les trois premières semaines d’août (70 % des nuitées estivales sont réalisées entre le samedi 21/07 et le samedi 25/08). Dès le démarrage des vacances d’été, on assiste à une montée en puissance de la fréquentation touristique sur le département, laquelle atteint son apogée entre la première et la seconde semaine d’août. Sur les jours les plus fréquentés, on peut estimer à plus de 200 000 le nombre de touristes présents sur le territoire ardéchois. Passée la 3e semaine d’août, le territoire se vide progressivement, pour retrouver dès la rentrée scolaire, le niveau de fréquentation observé au printemps.
- L’arrière saison (septembre-octobre) : 12 % de la fréquentation annuelle

Finies l’agitation estivale et les grosses chaleurs, une autre clientèle prend la relève. Pour peu que la météo soit clémente, les week-ends occasionnent de nombreux courts séjours. En fin de période, les vacances de la Toussaint attirent à nouveau de nombreux touristes en Ardèche.
- La période « hors saison » (de novembre à mars) : 12 % de la fréquentation annuelle

Passées les vacances de la Toussaint, la fréquentation touristique s’essouffle au fur et à mesure de l’avancement de l’automne et devient résiduelle à l’approche de l’hiver. Seules les vacances de Noël, favorables aux retrouvailles familiales et autres fêtes entre amis réussissent à générer, l’espace d’une quinzaine de jours une activité touristique.
| Mois      | Nombre de nuitées mensuelles | Fréquentation journalière moyenne | Pic mensuel de fréquentation (jour) | Nombre maximum de nuitées |
| --------- | ---------------------------- | --------------------------------- | ----------------------------------- | ------------------------- |
| Janvier   | 272 236                      | 8 782                             | 1er                                 | 34 637                    |
| Février   | 483 761                      | 17 277                            | 10                                  | 28 418                    |
| Mars      | 308 072                      | 9 938                             | 17                                  | 21 107                    |
| Avril     | 1 065 857                    | 35 529                            | 8                                   | 72 714                    |
| Mai       | 1 249 829                    | 40 317                            | 18                                  | 71 831                    |
| Juin      | 1 427 667                    | 47 589                            | 23                                  | 76 978                    |
| Juillet   | 3 644 610                    | 117 568                           | 28                                  | 163 948                   |
| Août      | 5 102 253                    | 164 589                           | 11                                  | 212 092                   |
| Septembre | 1 274 379                    | 42 479                            | 1er                                 | 99 577                    |
| Octobre   | 757 144                      | 24 424                            | 31                                  | 47 507                    |
| Novembre  | 319 747                      | 10 658                            | 2                                   | 56 088                    |
| Décembre  | 662 843                      | 21 382                            | 24                                  | 64 917                    |
| Année     | 16 568 398                   | 45 393                            |                                     |                           |